# 2M1510
2M1510 eller 2MASS J15104761–2818234 är en trippelstjärna eller möjligen kvadruppelstjärna belägen i den södra delen av stjärnbilden Vågen. Den har en skenbar magnitud av ca 17,5 (G) och kräver ett kraftfullt teleskop för att kunna observeras. Baserat på parallax enligt Gaia Data Release 2 på ca 27,5 mas beräknas den befinna sig på ett avstånd av ca 120 ljusår (ca 36,5 parsec) från solen. Den rör sig närmare solen med en heliocentrisk radialhastighet av ca -13 km/s.
2M1510 består av den förmörkande binära 2M1510A och följeslagaren 2M1510B i en vid omloppsbana. 2M1510A visade sig vara en förmörkande dubbelstjärna i de första ljusdata från SPECULOOS-teleskopen. Den är den andra förmörkande binära bruna dvärgen som hittats hittills (i mars 2020), den andra är 2M0535-05. Systemet verifierade teoretiska modeller om hur bruna dvärgar svalnar.

## Egenskaper
Primärstjärnan 2M1510Aa är en brun dvärgstjärna av spektralklass M9y. Den har en massa av ca 0,038 solmassa, en radie av ca 1,58 solradie och utsänder energi från dess fotosfär motsvarande ca 0,010063 gånger solen vid en effektiv temperatur av ca 2 400 K. Stjärnan har Hα-emissionslinjer, vilket tolkas som ett tecken på låg ålder. Systemet tillhör också den 45 ± 5 miljoner år gamla Argus rörelsegrupp och de bruna dvärgarna har en låg ytgravitation, vilket är ett ytterligare tecken på låg ålder.

### Systemet av bruna dvärgar
2M1510A och 2M1510B är åtskilda med 250 astronomiska enheter (AE), vilket gör dem till en upplöst binär i 2MASS-data. Komponenterna i den inre förmörkelsevariabeln kallas 2M1510Aa och 2M1510Ab. Trots den lilla bokstaven som används i denna benämning är objekten inte planeter, utan bruna dvärgar med nukleär fusion av deuterium. 2M1510A är inte bara en förmörkande binär, utan också en dubbelsidig spektroskopisk dubbelstjärna. Detta upptäcktes av uppföljande observationer med Keck II-teleskopet.
Uppföljningsobservationer med Keck II och VLT UT2 visade att 2M1510Aa och 2M1510Ab har mycket lika massa, något som kallas en "nästan lika massa binär". 2M1510Aa har en massa på ca 40 och 2M1510Ab en massa på ca 39 jupitermassor. Paret kretsar kring varandra med en omloppsperiod av 20,9 dygn. Dessutom har 2M1510A-källan en förlängd punktspridningsfunktion i VLT/SINFONI-data. Namnet på de bruna dvärgarna i Calissendorff et al. 2019 följer inte andra verk och följeslagaren hette 2M1510B (här och nu: 2M1510B').
2M1510B' har en massa på 17,68 +4,2−2,10 jupitermassor och den är separerad med cirka 4,4 AE från 2M1510A och kretsar kring den förmörkande binären med en omloppsperiod av 30 år. Detta resultat övervägdes inte av Triaud et al. 2020 och det kan representera en kontaminering av den förmörkande binära, vilket gör ett test av kylmodellerna mer utmanande.